# Лицом к лицу (фильм, 1986)
«Лицом к лицу» — советский фильм 1986 года режиссёра Анатолия Бобровского. Сценарий к фильму написан Юлианом Семёновым по мотивам собственного романа «Аукцион».
При этом существует книга «Лицом к лицу» («В поисках Янтарной комнаты») (1983) — документальная повесть о поиске Юлианом Семёновым и его зарубежными друзьями культурных ценностей, перемещённых из России за границу во время Второй Мировой войны.

## Сюжет
Узнав, что на международном лондонском аукционе «Сотби» будет продаваться эскиз картины Врубеля, похищенный из Ровенского музея, швейцарский архитектор Ростопчин сообщает об этом писателю Степанову, с которым он познакомился как-то в Цюрихе.
Это обстоятельство встревожило страховые компании: возвращение эскиза в СССР грозило бы им возмещением колоссальных страховых сумм.
В ход пущены угрозы, шантаж, подделки документов. Ценой огромных усилий Степанову удаётся вывезти картину в Москву.

## В ролях
- Сергей Шакуров — Степанов
- Владислав Стржельчик — князь Евгений Ростопчин
- Ирина Скобцева — Софи Клер
- Олег Басилашвили — Годилин
- Армен Джигарханян — Джос Фол
- Юрий Катин-Ярцев — Грешев
- Юри Ярвет — Золле
- Александр Светлов — Джапаридзе (озвучивает Артем Карапетян)
- Ольга Семёнова
- Всеволод Ларионов — Джавис
- Валентин Никулин — дилер
- Павел Махотин — Павлов
- Сергей Яковлев — главред Федоров
- Юрий Горобец — Андрей Петрович
- Лембит Ээльмяэ — Годфри (озвучивает Вячеслав Невинный)
- Эрих Рейн — Бриннингс
- Уно Лахт — Гринсборо (озвучивает Всеволод Ларионов)
- Виталий Варганов — Кэббот
- Валентин Буров — завотделом ЦТ
- Юрий Воробьёв — Джилберт
- Ирина Губанова — Жаклин
- Борис Иванов — Левис
- Олег Измайлов — Эдмонд
- Григорий Лямпе — Прюс
- Лев Поляков — Кэрнс
- Елена Ильенко
- Лариса Кронберг
- Александр Новиков — сын Растопчина
- Анна Шатилова — (камео)
- Артем Карапетян — дикторский текст

## Озвучивание
- Алексей Панькин
- Вячеслав Невинный
- Артём Карапетян

## Каскадеры
- Вячеслав Ушанов
- Александр Аристов

## Съёмочная группа
- Сценарист: Юлиан Семёнов
- Режиссёр: Анатолий Бобровский
- Оператор: Михаил Ардабьевский
- Композитор: Исаак Шварц
- Звукорежиссёр: Игорь Урванцев
- Художник-постановщик: Валерий Филиппов

## Дополнительные факты
- 2 серии, цв., 140 мин.
- Продолжительность:
  - 1 серия: 01:00:09
  - 2 серия: 01:11:48
- Премьера: июнь 1987 года